# Vitis tsukubana
Vitis tsukubana là một loài thực vật hai lá mầm trong họ Nho. Loài này được (Makino) Maekawa miêu tả khoa học đầu tiên năm 1938.